# Odete Muximpua
Odete Muximpua (Quelimane, Moçambique, 25 de setembro) é uma engenheira moçambicana, sendo a primeira mulher de Moçambique com um mestrado em engenharia.

## Biografia
Muximpua nasceu na pequena cidade costeira de Quelimane, em Moçambique, tendo sido criada pela mãe e pela avó.
Em 2000 passou com distinção no exame de admissão na Universidade Eduardo Mondlane. No seu terceiro ano de universidade teve a opção de escolher entre hidráulica e construção. Escolheu a primeira, sendo a única da turma a especializar-se em hidráulica.
Em 2004, após ter concluído o bacharelato, Muximpua começou a trabalhar como investigadora naquela universidade. Estudou também o uso sustentável de recursos hídricos nas zonas húmidas e melhoramento do abastecimento comunitário de água, realizando projectos destinados a melhorar a comunidade.
Em 2007, Muximpua candidatou-se à vaga de analista para prestar assistência no trabalho sobre a estratégia nacional urbana de Moçambique para a água e saneamento.